# Sher Ali Khan
Sher Ali Khan, född på 1820-talet (1823 eller 1825), död 1879, var en afghansk monark.
Sher Ali Khan var Afghanistans regent två gånger: mellan 1863 och 1866, och från 1868 till 1879. Han var gift med Mirmon Ayesha, som agerade som hans rådgivare. 